# Benton (condado de Lafayette, Wisconsin)
Benton es un municipio del condado de Lafayette, Wisconsin, Estados Unidos. Tiene una población estimada, a mediados de 2022, de 492 habitantes.

## Geografía
Está ubicado en las coordenadas 42°34′30″N 90°23′40″O / 42.57500, -90.39444. Según la Oficina del Censo, tiene una superficie de 72.51 km², correspondientes en su totalidad a tierra firme.

## Demografía
Según el censo de 2020, en ese momento había 474 personas residiendo en el municipio. La densidad de población era de 6.5 hab./km². El 96.62% de los habitantes eran blancos, el 0.63% eran de otras razas y el 2.74% eran de una mezcla de razas. Del total de la población, el 1.69% eran hispanos o latinos de cualquier raza.